# 19 mai 2013
Le dimanche 19 mai est le 139e jour de l'année 2013.

## Décès
- Michel Laclos, verbicruciste français[1].
- Pepe Luis Vázquez, matador espagnol[2].

## Événements
- Grand Prix de Pau de Formule Renault 2.0 (+Porsche Carrera Cup France, Clio Cup France, Championnat de France F4, Mitjet Series et Andros GP électrique).
- DTM : Mike Rockenfeller remporte la course de Brands Hatch.
- Coupe d'Europe de marche 2013 à Dudince, en Slovaquie.
- la Suède bat la Suisse 5 à 1 en finale du Championnat du monde de hockey sur glace[3].